# Grand Prix Syedra Ancient City
De Grand Prix Syedra Ancient City (Nederlands: Grote Prijs oude stad van Syedra) is een Turkse wielerwedstrijd die sinds 2023 jaarlijks plaatsvindt en start in Alanya. De finish ligt gebruikelijk nabij de ruïne van Syedra. De eerste editie werd gewonnen door de Griek Polychronis Tzortzakis, die de wedstrijd won namens de nationale ploeg. De wedstrijd maakt sinds zijn oprichting deel uit van de UCI Europe Tour met een classificatie van 1.2.

## Lijst van winnaars

### Overwinningen per land
| Overwinningen | Land                            |
| ------------- | ------------------------------- |
| 1             | China, Griekenland, Zuid-Afrika |

2023 · 
2024 · 
2025
2005 · 
2006 · 
2007 · 
2008 · 
2009 · 
2010 · 
2011 · 
2012 · 
2013 · 
2014 · 
2015 · 
2016 · 
2017 ·
2018 ·
2019 ·
2020 ·
2021 ·
2022 ·
2023 ·
2024 ·
2025
Belangrijkste etappewedstrijden

Internationaal Wegcriterium · Driedaagse Brugge-De Panne · Ronde van de Alpen · Vierdaagse van Duinkerke · Ronde van Beieren · Ronde van Noorwegen · Ronde van België · Ronde van Luxemburg · Ronde van Oostenrijk · Ronde van Wallonië · Ronde van Burgos · Ronde van Denemarken · Arctic Race of Norway · Ronde van Groot-Brittannië
Belangrijkste eendaagse wedstrijden

Trofeo Laigueglia · GP Lugano · GP Nobili Rubinetterie · Dwars door Vlaanderen · Scheldeprijs · Brabantse Pijl · GP Kanton Aargau · Brussels Cycling Classic · GP Fourmies · Primus Classic Impanis-Van Petegem · Ronde van de Drie Valleien · Milaan-Turijn · Ronde van Piemonte · Ronde van het Münsterland · Ronde van Emilia · Parijs-Tours · GP Bruno Beghelli